# Pecos (Texas)
Pecos és una població dels Estats Units a l'estat de Texas. Segons el cens del 2000 tenia 9.501 habitants.

## Demografia
Segons el cens del 2000, Pecos tenia 9.501 habitants, 3.168 habitatges, i 2.455 famílies. La densitat de població era de 501,8 habitants/km².
Dels 3.168 habitatges en un 39,9% hi vivien nens de menys de 18 anys, en un 59% hi vivien parelles casades, en un 13,9% dones solteres, i en un 22,5% no eren unitats familiars. En el 20,4% dels habitatges hi vivien persones soles el 9,6% de les quals corresponia a persones de 65 anys o més que vivien soles. El nombre mitjà de persones vivint en cada habitatge era de 2,97 i el nombre mitjà de persones que vivien en cada família era de 3,47.
Per edats la població es repartia de la següent manera: un 32,5% tenia menys de 18 anys, un 8,7% entre 18 i 24, un 24,2% entre 25 i 44, un 21,7% de 45 a 60 i un 13% 65 anys o més.
L'edat mediana era de 33 anys. Per cada 100 dones de 18 o més anys hi havia 89 homes.
La renda mediana per habitatge era de 24.943 $ i la renda mediana per família de 26.376 $. Els homes tenien una renda mediana de 25.867 $ mentre que les dones 13.874 $. La renda per capita de la població era d'11.857 $. Aproximadament el 23,4% de les famílies i el 27,1% de la població estaven per davall del llindar de pobresa.

## Poblacions més properes
El següent diagrama mostra les poblacions més properes.